# Porto Mantovano
Porto Mantovano là một đô thị ở tỉnh Mantua, Lombardia, Italia. Tọa độ địa lý là 45°11′48″B 10°47′38″Đ / 45,19667°B 10,79389°Đ. Porto Mantovano có diện tích 37 km2, dân số cuối tháng 8 năm 2007 là 15.240 người người.
Porto Mantovano có các đơn vị cấp dưới: Bancole, Botteghino, Malpensata, Montata Carra, Sant'Antonio, Soave, Spinosa
Các đô thị giáp các đô thị: Curtatone, Goito, Mantova, Marmirolo, Rodigo, Roverbella, San Giorgio di Mantova.